# جانغ دونغ-هيون
جانغ دونغ-هيون (هانغل: 장동현) هو لاعب كرة قدم كوري جنوبي في مركز الهجوم، ولد في 19 مارس 1982 في كوريا الجنوبية. لعب مع نادي سونغنام.